# Лехто, Рейно
Рейно Рагнар Лехто (фин. Reino Ragnar Lehto; 2 мая 1898, Або — 13 июля 1966, Хельсинки) — финский политический деятель; с 1963 по 1964 годы — премьер-министр Финляндии.

## Биография
Родился 2 мая 1898 года в Або, в Великом княжестве Финляндском.
По образованию юрист, работал адвокатом в 1922—1932, магистр права (1934). Работал секретарем прокурора Хельсинки в 1933—1934, после чего работал постоянным секретарем министерства торговли и промышленности 1936 по 1964, членом правления ряда компаний. С декабря 1963 по сентябрь 1964 — премьер-министр Финляндии, в 1964—1966 — губернатор провинции Уусимаа.
Почётный доктор Хельсинкского университета (1960).